# Châteauneuf-du-Faou
Châteauneuf-du-Faou (bret. Kastell-Nevez-ar-Faou) – miejscowość i gmina we Francji, w regionie Bretania, w departamencie Finistère.
Według danych na rok 1990 gminę zamieszkiwało 3777 osób, a gęstość zaludnienia wynosiła 89 osób/km² (wśród 1269 gmin Bretanii Châteauneuf-du-Faou plasuje się na 125. miejscu pod względem liczby ludności, natomiast pod względem powierzchni na miejscu 119.).